# Рушкин, Анатолий Григорьевич
Анатолий Григорьевич Рушкин (28 декабря 1948, Ульяновск, РСФСР, СССР) — советский хоккеист с мячом, тренер, мастер спорта СССР международного класса (1969), заслуженный тренер России (1996), чемпион мира.

## Биография
Анатолий Григорьевич родился в посёлке Туть Ульяновска. Начал играть в хоккей с мячом в Ульяновске в команде «Мотор» в 1962 году, с 1964 года в юношеских командах «Спартака» и «Волги» (все — Ульяновск). Основную часть своей своей игровой карьеры провёл выступая за «Волгу». Лишь три сезона он провел в составе московского «Динамо».
В сборной СССР 1969—1971, 1974 годах, чемпион мира 1969 года (3 игры, 3 мяча).
Завершил игровую карьеру из-за болезни. Окончил Ульяновское педагогическое училище № 3.
Большая часть тренерской деятельности была связана с ульяновской «Волгой» и работой в ДЮСШ «Волги». Тренировал также «Строитель» (Димитровград) и «Симбирск» (Ульяновск).
Под его руководством «Волга» стала бронзовым призёром чемпионата России 1996/1997, победителем соревнований Первой лиги 1994/1995, чемпионом России по ринк-бенди 1997 и 1999 годов, серебряным призёром чемпионатов 1995 и 1996 годов.
Под началом Рушкина сборная России по ринк-бенди, в своём большинстве составленная из игроков «Волги», стала чемпионом мира 1998 года.
Также играл в хоккей на траве.
В футбол играл на позиции полузащитника в командах Ульяновска и Горького.
В 2004 году был избран депутатом Законодательного Собрания Ульяновской области третьего созыва.
Президент ХК «Волга» с 2007 по 2009 годы, спортивный директор клуба с 2014 года.

## Достижения игрока
Хоккей с мячом  

в клубах 

 Чемпион СССР (2) — 1969, 1970 

 Серебряный призёр чемпионата СССР — 1971 

 Бронзовый призёр чемпионата СССР (2) — 1976, 1977 

 Победитель Спартакиады народов РСФСР — 1966 
- В списках «22 лучших игроков сезона» (4) — 1968, 1969, 1973, 1974
- Символическая сборная «Волги» (3) — 2000, 2006, 2007

в сборной 

 Чемпион мира — 1969 

 Серебряный призёр Международного турнира на приз газеты «Советская Россия» — 1974 
- Символическая сборная чемпионата мира — 1969

 Хоккей на траве  

в клубах 

 Победитель всесоюзных соревнований — 1969 

 Серебряный призёр чемпионата СССР — 1972

## Достижения тренера
Хоккей с мячом  

 Бронзовый призёр чемпионата России (1997) 

 Финалист Кубка России (2000) 

 Бронзовый призёр Кубка России (1996) 

 Бронзовый призёр Кубка викингов (Норвегия) (1996) 

 Серебряный призёр чемпионата СССР среди юниоров — 1986 

 Серебряный призёр Спартакиады народов СССР (сборная Ульяновской области) — 1990 

 Серебряный призёр чемпионата мира среди младших юношей — 2004
 Ринк-бенди  

 Чемпион России по ринк-бенди (2) — 1997, 1999 

 Серебряный призёр чемпионата России по ринк-бенди (2) — 1995, 1996 

 Чемпион мира по ринк-бенди — 1998

## Государственные награды
- Медаль ордена «За заслуги перед Отечеством» II степени (1998).[5]

## Признание
- 23.06.2023 года, у ДС Волга-Спорт-Арена, установили памятник русскому хоккею — Анатолию Григорьевичу Рушкину [6][7][8].
- В 2023 году у Дворца спорта «Волга-Спорт-Арена» в Ульяновске установили стену славы спортсменов Ульяновской области, где есть имя Анатолия Григорьевича Рушкина[9].